# Едно стъпало по-горе
„Едно стъпало по-горе“ е български телевизионен игрален филм (сатира, късометражен, новела) от 1987 година на режисьора Станко Петров. Оператор е Румен Смилевски. Музикално оформление Петър Лъджев.
По едноименния разказ на Христо Михов-Черемухин. 

## Актьорски състав
| Роля                             | Изпълнител         |
| -------------------------------- | ------------------ |
| Керан, управител на хлебопекарна | Юрий Яковлев       |
| Жоре, председателят на АПК       | Добри Добрев       |
| майсторът                        | Продан Нончев      |
| жената на бай Керан              | Милка Янакиева     |
|                                  | Димитър Милев      |
|                                  | Георги Кишкилов    |
|                                  | Стефан Костов      |
|                                  | Пламен Петков      |
|                                  | Александър Янев    |
|                                  | Вилиана Червенкова |